# Château-Porcien
Château-Porcien is een gemeente in het Franse departement Ardennes in de regio Grand Est. De plaats maakt deel uit van het arrondissement Rethel. Château-Porcien telde op 1 januari 2022 1.297 inwoners.

## Geografie
Château-Porcien ligt in de vallei van de Aisne en is de hoofdplaats van de geografische streek de Porcien.
De oppervlakte van Château-Porcien bedroeg op 1 januari 2022 17,31 vierkante kilometer; de bevolkingsdichtheid was toen 74,9 inwoners per km².
De onderstaande kaart toont de ligging van Château-Porcien met de belangrijkste infrastructuur en aangrenzende gemeenten.

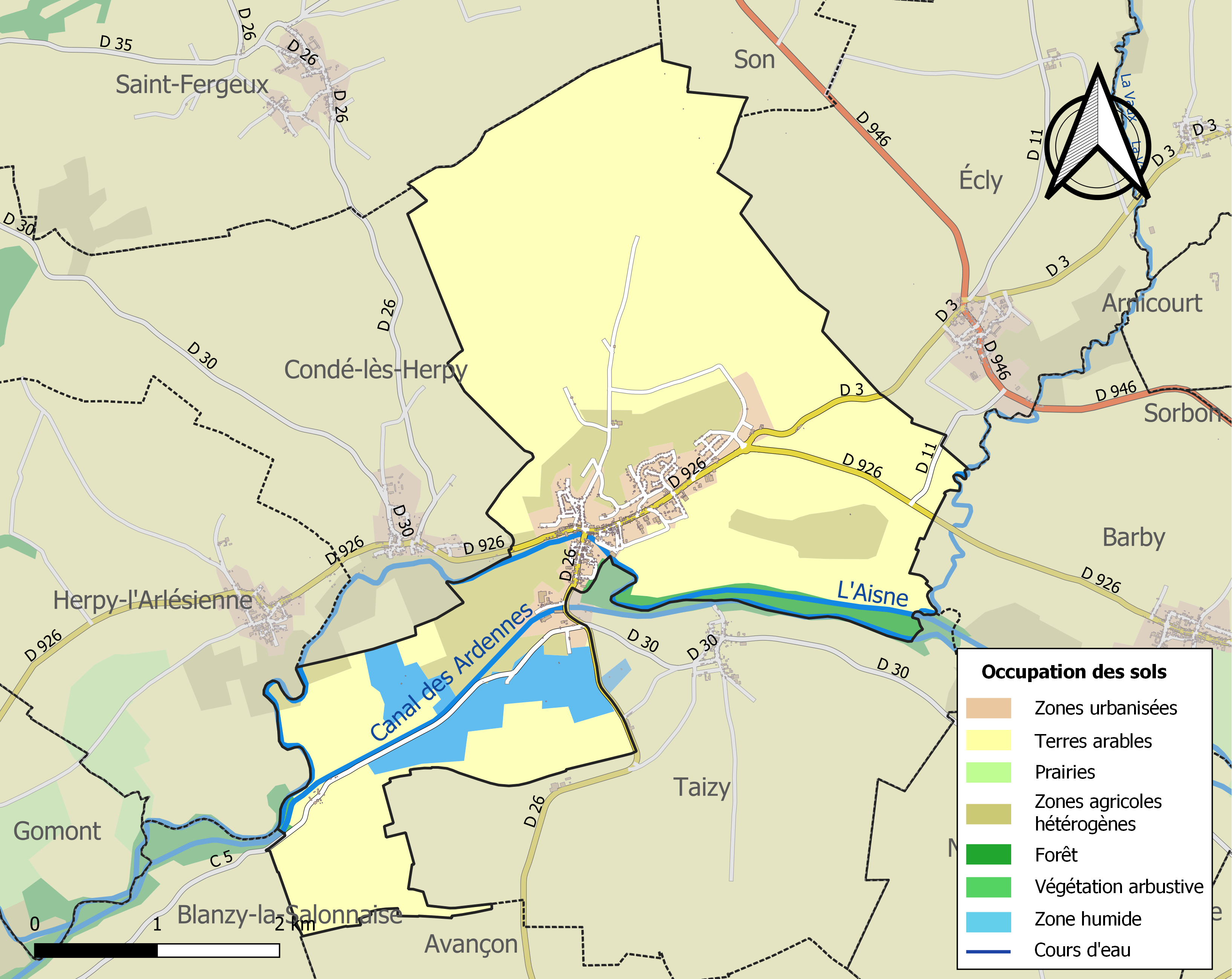

## Demografie
Onderstaande figuur toont het verloop van het inwonertal (bron: INSEE-tellingen).

Vanwege een beveiligingsprobleem met de MediaWiki Graph-software is het momenteel niet mogelijk deze grafiek weer te geven. Zodra de software is bijgewerkt zal de grafiek vanzelf weer zichtbaar worden.

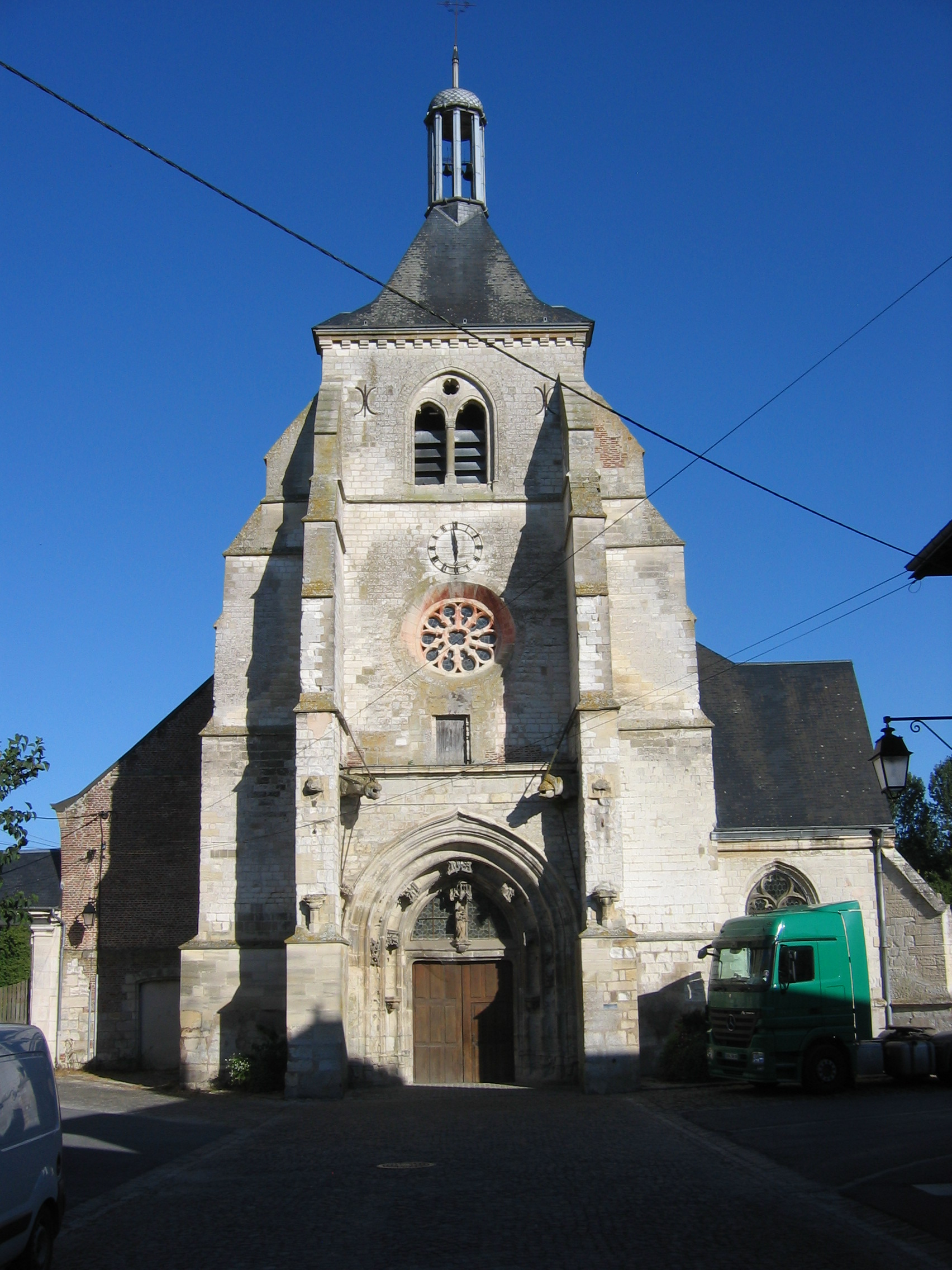
Kerk Saint-Thibault, voorgevel
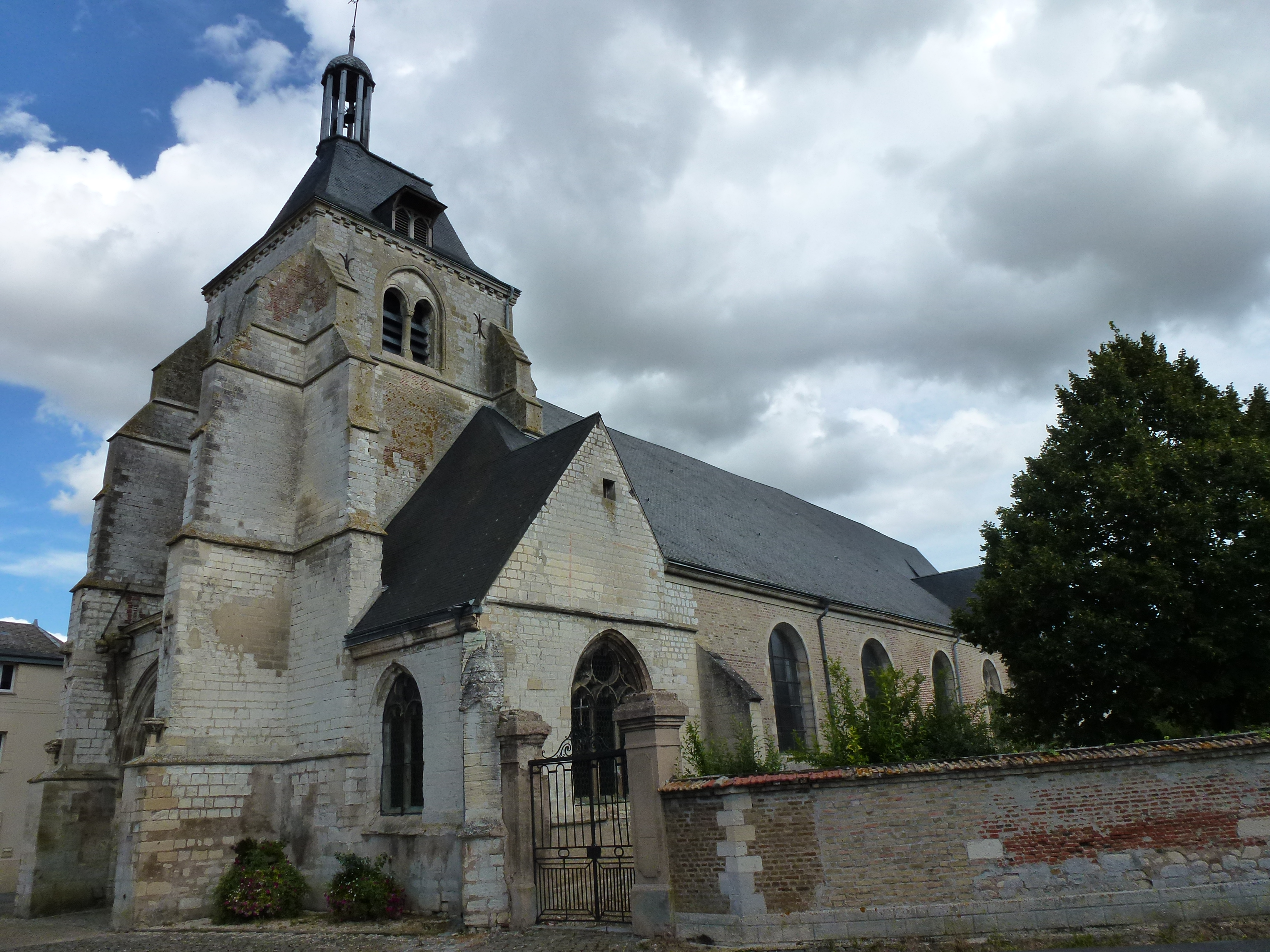
Kerk Saint-Thibault, zijgevel
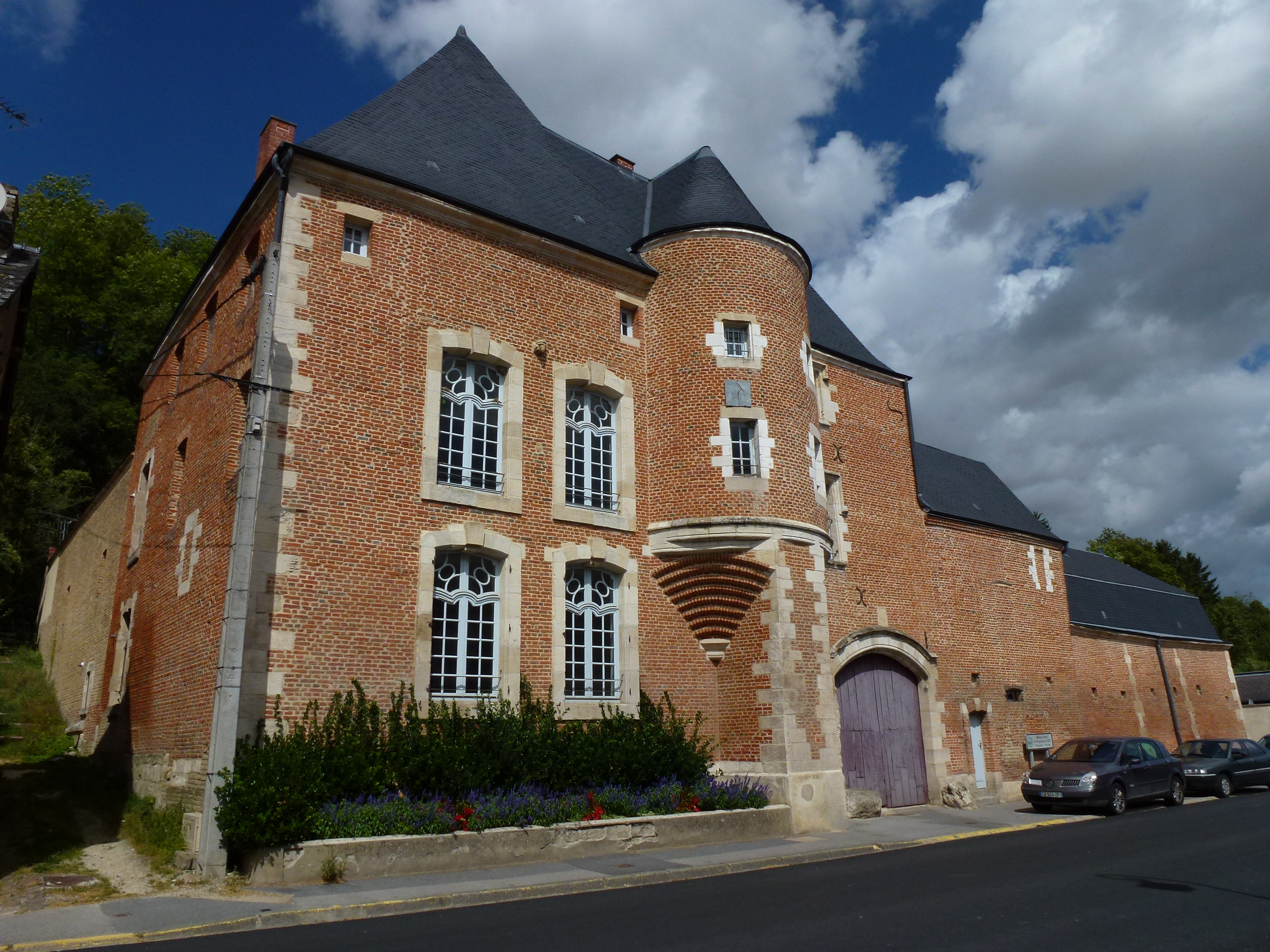
Versterkt huis van Wignacourt